# La Mortola
La Mortola é uma subdivisão municipal do município de Ventimiglia, província de Impéria (Ligúria), no noroeste da Itália, perto da fronteira da França. Na Mortola existe um importante jardim botânico, o  Jardim Botânico Hanbury.